# Teghra
Teghra är en ort i Indien.   Den ligger i distriktet Begusarāi och delstaten Bihar, i den nordöstra delen av landet, 900 km öster om huvudstaden New Delhi. Teghra ligger 52 meter över havet och antalet invånare är 46 160.
Terrängen runt Teghra är mycket platt. Runt Teghra är det mycket tätbefolkat, med 1 754 invånare per kvadratkilometer. Närmaste större samhälle är Bāruni, 3,3 km sydost om Teghra. Omgivningarna runt Teghra är i huvudsak ett öppet busklandskap.